# Sistem nervos
Sistemul nervos (latină Systema nervosum ) al unui animal (incluzând omul) coordonează activitatea mușchilor, monitorizează organele, primește și prelucrează informațiile primite prin organele de simț și inițiază acțiuni. Cu alte cuvinte, sistemul nervos este responsabil pentru menținerea homeostaziei (echilibrul intern al corpului). Elementele principale ale sistemului nervos sunt neuronii și celulele gliale (cu rol de susținere și de protecție). Cu cât urcăm pe scara de evoluție a organismelor, cu atât sistemul nervos devine tot mai complex, iar posibilitățile lui de a recepționa, interpreta și reacționa corespunzător informațiilor din mediul înconjurător sunt tot mai perfecționate.

## Descriere
Elementul principal al sistemului nervos este țesutul nervos, format din neuroni interconectați prin axoni și dendrite. La organisme mai evoluate (de exemplu, omul) se întâlnesc și celule gliale, care susțin activitatea neuronilor fără a participa direct în prelucrarea de informații. Sistemul nervos este format din:

### Sistemul nervos central(SNC)
Aceasta este partea principală a sistemului nervos  (numit și nevrax) care se ocupă cu prelucrarea informației venită de la receptori (de exemplu, receptori vizuali, tactili, de durere etc.) și generarea de răspunsuri. SNC este format din encefal (care cuprinde:creierul mare, creierul mic și trunchiul cerebral) și măduva spinării. Aceste două componente sunt protejate de cutia craniană și, respectiv, de coloana vertebrală.

### Sistemul nervos periferic(SNP)
SNP este partea sistemului nervos formată din nervi și ganglioni nervoși. Aceștia se găsesc în membre (de exemplu, în mâini și picioare) și organe (de exemplu, stomac, inimă etc.). SNP nu este protejat de oase sau de o barieră pentru sânge (față de creier, care este protejat de bariera hematoencefalică), și poate fi ușor lezat mecanic sau chimic.
SNP se împarte la rândul său în două componente:
1. Sistemul nervos somatic, care este asociat cu controlul voluntar al mișcărilor prin acțiunea mușchilor scheletici, cât și recepția stimulilor externi (în cazul stimulilor termici, stimulilor mecanici etc.). Sistemul nervos somatic este format din fibre aferente, care duc informațiile de la surse externe spre SNC, și fibre eferente, care duc impulsurile nervoase de la SNC la mușchi.
2. Sistemul nervos vegetativ sau autonom gestionează acțiunile care nu se află sub control conștient. El controlează, de exemplu, funcțiile vitale precum respirația și bătăile inimii, dilatarea și constricția pupilelor, digestia etc. Se împarte în sistemul nervos simpatic și cel parasimpatic.

## Funcția reflex
Activitatea sistemului nervos se realizează prin actul reflex (procesul fiziologic de răspuns la un stimul care acționează asupra unui anumit câmp receptor). Așadar, la stimulii sosiți din mediul extern sau intern, sistemul nervos dă un răspuns rapid și adecvat. Acest răspuns se numește act reflex. Substratul său anatomic este arcul reflex, constituit din receptor, calea aferentă, centrul reflex, calea eferentă și efectorul.
- reflexe înnăscute (cele avute de la naștere; ex: vomatul, plânsul, clipitul etc)
- reflexe dobândite (obținute cu timpul; ex: vorbitul, mersul etc).

## Dezvoltarea sistemului nervos

Sistemul vezicular neural

Dezvoltarea sistemului nervos presupune procesul complex de generare, formare, dezvoltare și individualizare (specializare) a sistemului nervos. 
Dezvoltarea sistemului nervos este afectată pe întreaga durată a vieții umane, de la primele stagii ale embriogenezei, până la senescența neurală și afecțiunile care însoțesc senescența generală. Studiul dezvoltării sistemului nervos are ca obiect cunoașterea și descrierea completă și corectă a bazei microscopice de formare și dezvoltare a creierului uman și organelor nervoase aferente creierului, cât și facilitarea înțelegerii depline a mecanismelor de funcționare ale acestui sistem. 
De o importanță deosebită, în raport cu funcția de relație, sistemul nervos impune cunoașterea atât a bazelor anatomice funcționale indispensabile vieții, cum ar fi reglarea neuroendocrină, cât și procesele de memorie, stocare și prelucrarea a informației, constituirea imaginației și crearea limbajelor de asociație. Defectele care apar în dezvoltarea normală și completă a sistemului nervos pot duce la incapacitare cognitivă, motorie, intelectuală cât și afecțiuni complexe ca autismul, sindroamele neurologice specifice, retardul mental.

## Diferențierea bi- și trilaminară embrionară

Reprezentarea schematică a dezvoltării SN